# 2870
Albums de Gérard Manset
Rien à raconter
(1976) Royaume de Siam
(1979)
2870 est le 6e album de Gérard Manset, paru en 1978. 

## L'album
Sa pochette présente au centre un masque d'escrime - dont on devine, plus qu'on ne voit, le visage de Gérard Manset derrière celui-ci - sur fond panoramique de paysage urbain en noir et blanc en mode post-effondrement. Cette pochette est conçue par l'agence graphique Hipgnosis qui réalise entre autres les pochettes de Pink Floyd. Cette pochette a son importance car, telles des poupées russes, il faudra en sortir deux autres avant d'atteindre le disque vinyle proprement dit. Cet album ne paraitra jamais en version CD, uniquement en vinyle (excepté dans le coffret Mansetlandia contenant 19 CD). Tous les morceaux, seront cependant repris dans diverses compilations.
Œuvre à part dans sa discographie, notamment pour contenir le titre éponyme 2870, sa deuxième composition la plus longue (14 min 03 s) (la plus longue se trouvant dans l'album La Mort d'Orion, dont le titre éponyme dure 24 min). Le morceau 2870 est à la fois le plus électrique et le plus résolument progressif. Ce morceau est unique dans la discographie de Manset, car ce n'est pas, à proprement parler, une chanson, mais un morceau de rock progressif à part entière, dans sa composition, son style, comme dans son esprit, avec de longs développements de guitares électriques et des arrangements spéciaux comme des bandes passées à l'envers. Ce morceau évoque à la fois un avenir lointain, dans plusieurs décennies, mais aussi relativement proche, dans notre millénaire ; et qui met en scène : "rien qu'un enfant triste, qui sait qu'il existe" mais qui ne voit que la mort comme perspective ; paraissant évoluer solitaire et orphelin, dans une mégalopole après effondrement, où il est question d'"une ville en verre", d'"un jardin désert", d'"un escalier vide". Puis, plus loin d'"une tour immense, le froid, le silence", il est aussi question de "cris de haine et de vengeance".
Cet album contient également le titre Le Pont qui est considéré, par certains rock-critiques, comme l'un de ses meilleurs . Ce titre comporte une étrangeté inhérente; en effet, plus on l'écoute et moins on sait de quoi il s'agit, ce qui, mêlée à sa qualité musicale, en fait une chanson inclassable tout autant qu'inlassable. 
Cet album comporte de nombreux autres morceaux d'anthologie :
- Le titre Jésus[7] est une chanson dont le thème est assez atypique dans la discographie de Gérard Manset (mis à part sa chanson Je suis Dieu mais qui, au fond, n'a rien à voir avec celle-ci). Le thème, faussement hippie, est, en fait, un réquisitoire déguisé en propos léger (Jésus, tu m'as bien compris... de travers). Le sujet cachant un thème musical, efficace, assez rock, dans la veine de la chanson Le Pont.

- Le titre Un homme, une femme[8] est également un morceau efficace, toujours rock, avec un faux air de Supertramp de l'époque Breakfast in America mais dont il aurait voulu se détourner avec un final très électrique.

- Paradoxalement, les deux titres les plus représentatifs du style Manset, à savoir : Amis[9] et Ton âme heureuse[10] sont les chansons les plus discrètes de l'album et qui pourtant le complètent bien et s'avèrent, sur le long terme, probablement parmi les plus attachantes.

## Liste des titres
- Jésus - 4:46
- Le pont - 5:31
- Un homme une femme - 4:21
- Amis - 4:02
- 2870 - 14:03
- Ton âme heureuse - 3:59

## Liste des musiciens
Liste des musiciens
- Gérard Manset - chant, orchestration
- David Woodshill - guitare électrique
- Marc Peru - guitare électrique
- Didier Batard - basse
- François Auger - batterie
- Dominique Perrier - piano, claviers

## liens externes
- Télérama: interview Gérard Manset 26/04/2014
- Télérama: Gérard Manset et l'album 2870 08/10/2015
- Le Monde : Gérard Manset "poète par nécessité" 30/05/2014